# 壱城あずさ
壱城 あずさ（いちじょう あずさ、10月12日 - ）は、日本の女優。元宝塚歌劇団星組の男役。
兵庫県神戸市、武庫川女子大学附属高等学校出身。身長168cm。血液型O型。愛称は「しーらん」、「ガッツ」。
所属事務所はサンミュージックプロダクション。

## 来歴
2001年、宝塚音楽学校に首席入学。
2003年、宝塚歌劇団に89期生として入団。入団時の成績は10番。月組公演「花の宝塚風土記／シニョール ドン・ファン」で初舞台。その後、星組に配属。
2017年12月24日、「ベルリン、わが愛／ブーケドタカラヅカ」東京公演千秋楽をもって、宝塚歌劇団を退団。
退団後はサンミュージックプロダクション所属となり、芸能活動を再開。
2020年、自身のインスタグラムで結婚したことを発表した。

## 宝塚歌劇団時代の主な舞台

### 初舞台
- 2003年4 - 5月、月組『花の宝塚風土記（ふどき）』『シニョール ドン・ファン』（宝塚大劇場のみ）

### 星組時代
- 2003年7 - 11月、『王家に捧ぐ歌』
- 2004年2 - 6月、『1914／愛』『タカラヅカ絢爛 -灼熱のカリビアン・ナイト-』
- 2004年10 - 12月、『花舞う長安』『ロマンチカ宝塚'04』
- 2005年2月、『王家に捧ぐ歌』（中日劇場）
- 2005年5 - 8月、『長崎しぐれ坂』 - 新人公演：鈴木（本役：嶺恵斗）『ソウル・オブ・シバ!!』
- 2005年9 - 10月、『龍星（りゅうせい）-闇を裂き天（あま）翔けよ。朕（ちん）は、皇帝なり-』（ドラマシティ・日本青年館）
- 2006年1 - 4月、『ベルサイユのばら-フェルゼンとマリー・アントワネット編-』 - 新人公演：ルネ（本役：麻尋しゅん）
- 2006年5月、『Young Bloods!!-Twinkle Twinkle Star-』（バウホール） - アズ
- 2006年8 - 11月、『愛するには短すぎる』 - 新人公演：デイモン（本役：大真みらん）『ネオ・ダンディズム!』
- 2007年1月、『ハロー!ダンシング』（バウホール）
- 2007年3 - 7月、『さくら』『シークレット・ハンター』 - 新人公演：ニコラス（本役：にしき愛）
- 2007年9月、『KEAN』（日生劇場） - ピップ
- 2007年11 - 2008年2月、『エル・アルコン-鷹-』 - オーウェン、新人公演：エドウィン・グレイム（本役：涼紫央）『レビュー・オルキス-蘭の星-』
- 2008年4月、『ANNA KARENINA（アンナ・カレーニナ）』（バウホール） - コンスタンチン・レーヴィン（コスチャ）
- 2008年6 - 10月、『THE SCARLET PIMPERNEL（スカーレット ピンパーネル）』 - ハル、新人公演：プリンス・オブ・ウェールズ（本役：英真なおき）
- 2008年11 - 12月、『外伝 ベルサイユのばら-ベルナール編-』『ネオ・ダンディズム!III』（全国ツアー）
- 2009年2 - 4月、『My dear New Orleans（マイ ディア ニュー オリンズ）』 - スタンリー、新人公演：ゲイブ（本役：夢乃聖夏）『ア ビヤント』
- 2009年6 - 9月、『太王四神記 Ver.II』 - セドル、新人公演：ヒョンゴ（本役：英真なおき）
- 2009年10 - 11月、『再会』 - ピエール『ソウル・オブ・シバ!!』（全国ツアー）
- 2010年1 - 3月、『ハプスブルクの宝剣』 - モーリッツ、新人公演：ジャカン（本役：涼紫央）『BOLERO』
- 2010年5月、『リラの壁の囚人たち』（バウホール・日本青年館） - ジャン・ルナール
- 2010年8月、『摩天楼狂詩曲（ニューヨークラプソディー）〜君に歌う愛〜』（バウホール） - エディー・スタンレー[注釈 1]／アイス・クレマン[注釈 1]
- 2010年10 - 12月、『宝塚花の踊り絵巻』『愛と青春の旅だち』 - アル
- 2011年2月、『愛するには短すぎる』 - エリック『ル・ポァゾン 愛の媚薬II』（中日劇場）
- 2011年4 - 7月、『ノバ・ボサ・ノバ』 - 紫の蝶『めぐり会いは再び』 - カストル
- 2011年8 - 9月、『ノバ・ボサ・ノバ』 - マール[注釈 1]／ボールソ[注釈 1][注釈 2]『めぐり会いは再び』 - エルモクラート・オズウェル・マーキス（博多座・中日劇場）
- 2011年11 - 2012年2月、『オーシャンズ11』 - バシャー・ター
- 2012年3 - 4月、柚希礼音スペシャル・ライブ『REON!!』（ドラマシティ・日本青年館）
- 2012年5 - 8月、『ダンサ セレナータ』 - カミーロ『Celebrity』
- 2012年9月、『琥珀色の雨にぬれて』 - シャルル・ドゥ・ノアーユ子爵『Celebrity』（全国ツアー）
- 2012年11 - 2013年2月、『宝塚ジャポニズム〜序破急〜』『めぐり会いは再び 2nd〜Star Bride〜』 - カストル『Étoile de TAKARAZUKA（エトワール ド タカラヅカ）』 - ヴァルゴオムA（歌手）
- 2013年3 - 4月、『宝塚ジャポニズム〜序破急〜』『怪盗楚留香（そりゅうこう）外伝-花盗人（はなぬすびと）-』 - 神鷹『Étoile de TAKARAZUKA（エトワール ド タカラヅカ）』（中日劇場・台北国家戯劇院）
- 2013年5 - 8月、『ロミオとジュリエット』 - マーキューシオ[注釈 3]／パリス伯爵[注釈 3]
- 2013年9 - 10月、柚希礼音スペシャル・ライブ『REON!!II』（東京国際フォーラム・博多座）
- 2014年1 - 3月、『眠らない男・ナポレオン-愛と栄光の涯（はて）に-』 - ブリエンヌ
- 2014年5 - 6月、『太陽王〜ル・ロワ・ソレイユ〜』（東急シアターオーブ） - モンテスパン夫人
- 2014年7 - 10月、『The Lost Glory -美しき幻影-』 - ムッシュ・ヴァラン『パッショネイト宝塚!』
- 2014年11月、柚希礼音スーパー・リサイタル『REON in BUDOKAN〜LEGEND〜』（日本武道館）
- 2014年12月、『アルカサル〜王城〜』（バウホール） - エル・レビ
- 2015年2 - 5月、『黒豹（くろひょう）の如（ごと）く』 - マリオ・フェルネスト『Dear DIAMOND!!』
- 2015年6 - 7月、『大海賊』 - 聞き耳『Amour それは…』（全国ツアー）
- 2015年8 - 11月、『ガイズ&ドールズ』 - ハリー・ザ・ホース
- 2016年3 - 6月、『こうもり』 - ラモン大佐『THE ENTERTAINER!』
- 2016年8 - 11月、『桜華に舞え』 - 山縣有朋『ロマンス!! (Romance)』
- 2017年1月、『オーム・シャンティ・オーム-恋する輪廻-』（東京国際フォーラム） - ラージェシュ・カプール
- 2017年3 - 6月、『THE SCARLET PIMPERNEL（スカーレット ピンパーネル）』 - アントニー・デュハースト
- 2017年7 - 8月、『阿弖流為-ATERUI-』（ドラマシティ・日本青年館） - 伊治公鮮麻呂
- 2017年9 - 12月、『ベルリン、わが愛』 - アルフレート・フーゲンベルク『Bouquet de TAKARAZUKA（ブーケ ド タカラヅカ）』 退団公演[4]

### 出演イベント
- 2004年10月、第45回『宝塚舞踊会』
- 2005年12月、『花の道 夢の道 永遠の道』
- 2006年4 - 5月、涼紫央ディナーショー『I’Avenir』
- 2011年12月、タカラヅカスペシャル2011『明日に架ける夢』
- 2012年12月、タカラヅカスペシャル2012『ザ・スターズ!〜プレ・プレ・センテニアル〜』
- 2014年12月、タカラヅカスペシャル2014『Thank you for 100 years』
- 2015年12月、タカラヅカスペシャル2015『New Century，Next Dream』
- 2016年1月〜2月、紅ゆずるディナーショー『STELLA ROSSA〜フリーダムに ランダムに〜』[6]
- 2016年6月、第30回『イゾラベッラ サロンコンサート』 主演
- 2016年12月、タカラヅカスペシャル2016『Music Succession to Next』

## 宝塚歌劇団退団後の主な活動

### 舞台
- 2019年7月、『ホテル・モントブランク』（俳優座劇場） - 朝倉恵美[7]
- 2021年5月、『流星セブン〜暁の操り人〜』（さくらホール） - 浅見凛[8]

### ラジオ
- 2018年3月 - 2021年6月、FM FUJI『壱城あずさの「ガッツだぜ!!」』[9]